# Tây Ninh (thành phố)
Tây Ninh là thành phố tỉnh lỵ cũ của tỉnh Tây Ninh, Việt Nam.

## Địa lý
Thành phố Tây Ninh nằm ở trung tâm tỉnh Tây Ninh, có vị trí địa lý:
- Phía đông giáp huyện Dương Minh Châu
- Phía tây giáp huyện Châu Thành
- Phía nam giáp thị xã Hòa Thành
- Phía bắc giáp huyện Tân Biên và huyện Tân Châu.

Thành phố Tây Ninh cách trung tâm Thành phố Hồ Chí Minh 100 km về phía Tây Bắc, có vị trí chiến lược quan trọng, là nơi giao nhau giữa các quốc lộ 22B, đường đi đến cửa khẩu Mộc Bài và Xa Mát.

### Khí hậu
Thành phố Tây Ninh có khí hậu đặc trưng vùng Đông nam bộ, thời tiết tương đối ôn hoà có 2 mùa gió chính đông bắc và tây nam đặc trưng của khí hậu nhiệt đới gió mùa cận xích đạo ẩm. Mùa khô bắt đầu tháng 11 đến tháng 4 năm sau, mùa mưa bắt đầu từ tháng 5 đến tháng 10 năm sau, tháng 12 nhiệt độ có thể giảm dưới 20 °C và thường duy trì ở mức 17 đến 23 °C vào ban đêm nhưng vào ban ngày có thể lên 30 đến 33 °C làm cho biên độ nhiệt ngày và đêm cao và nhiệt độ cao nhất tháng 4 lên đến 39 °C.
Nhiệt độ thấp kỉ lục ở thành phố Tây Ninh 11,3 °C năm 1976 và gần đây nhất là 2013 là 16,4 °C. Cao kỉ lục là 39 °C ngày 26/03/2019.
Thời tiết se lạnh và khô hanh đầu mùa và giữa mùa khô thường duy trì từ tháng 11 đến tháng 2 năm sau đến tháng 3 đến tháng 5 thời tiết rất nóng khô và khó chịu rất dễ xảy ra hỏa hoạn.
Mùa mưa thời tiết nóng ẩm mưa nhiều ngoài ra có nhiều hiện tượng thời tiết cực đoan như: mưa đá, dông, lốc xoáy, bão,....

## Hành chính
Thành phố Tây Ninh có 10 đơn vị hành chính cấp xã trực thuộc, bao gồm 7 phường: 1, 2, 3, IV, Hiệp Ninh, Ninh Sơn, Ninh Thạnh và 3 xã: Bình Minh, Tân Bình, Thạnh Tân.
| \| Tên \| Diện tích năm 2022 (km²) \| Dân số năm 2022 (người) \| Mật độ (người/km²) \| \| -------------- \| ------------------------ \| ----------------------- \| ------------------ \| \| Phường (7) \| \| \| \| \| Phường 1 \| 8,50 \| 21.840 \| 2.569 \| \| Phường 2 \| 1,41 \| 11.337 \| 8.040 \| \| Phường 3 \| 5,27 \| 23.981 \| 4.550 \| \| Phường IV \| 2,20 \| 17.916 \| 8.143 \| \| Hiệp Ninh \| 3,61 \| 25.677 \| 7.112 \| \| Ninh Sơn \| 25,33 \| 29.926 \| 1.181 \| \| Ninh Thạnh \| 15,19 \| 20.564 \| 1.353 \| \| Xã (3) \| \| \| \| \| Bình Minh \| 19,39 \| 12.835 \| 661 \| \| Tân Bình \| 20,16 \| 10.983 \| 544 \| \| Thạnh Tân \| 38,86 \| 14.181 \| 364 \| \| Toàn thành phố \| 139,92 \| 259.610 \| 1.855 \| |                          |                         |                    |
| Nghị quyết số 132/NQ-HĐND về việc thông qua Đề án phân loại đô thị và đề nghị công nhận thành phố Tây Ninh là đô thị loại II trực thuộc tỉnh Tây Ninh |                          |                         |                    |
| Tên | Diện tích năm 2022 (km²) | Dân số năm 2022 (người) | Mật độ (người/km²) |
| Phường (7) |                          |                         |                    |
| Phường 1 | 8,50                     | 21.840                  | 2.569              |
| Phường 2 | 1,41                     | 11.337                  | 8.040              |
| Phường 3 | 5,27                     | 23.981                  | 4.550              |
| Phường IV | 2,20                     | 17.916                  | 8.143              |
| Hiệp Ninh | 3,61                     | 25.677                  | 7.112              |
| Ninh Sơn | 25,33                    | 29.926                  | 1.181              |
| Ninh Thạnh | 15,19                    | 20.564                  | 1.353              |
| Xã (3) |                          |                         |                    |
| Bình Minh | 19,39                    | 12.835                  | 661                |
| Tân Bình | 20,16                    | 10.983                  | 544                |
| Thạnh Tân | 38,86                    | 14.181                  | 364                |
| Toàn thành phố | 139,92                   | 259.610                 | 1.855              |

## Lịch sử
Với Hoà ước Giáp Tuất ngày 15 tháng 3 năm 1874, Nam Kỳ Lục tỉnh trở thành thuộc địa của Pháp.
Ngày 5 tháng 6 năm 1876, Thống đốc Nam kỳ là Đuyprê ra Nghị định chia Nam kỳ thành 4 khu vực hành chính là Sài Gòn, Mỹ Tho, Vĩnh Long, Bassac, thời điểm này Tây Ninh thuộc Sài Gòn.
Ngày 19 tháng 5 năm 1942, Tỉnh trưởng của tỉnh Tây Ninh có Tờ trình số 2206/A01 gửi Thống đốc Nam kỳ đề nghị thành lập tại xã Thái Hiệp Thạnh khu thị tứ (thị xã) Tây Ninh. Dân số vào thập niên 1930 là 3.700 người.
Ngày 9 tháng 12 năm 1942, Thống đốc Nam kỳ ban hành Nghị định số 8345 ấn định ranh giới Tây Ninh.
Sau Cách mạng Tháng Tám tỉnh Tây Ninh vẫn giữ nguyên ranh giới cũ.
Năm 1950, cắt một phần đất của xã Thái Hiệp Thạnh cũ thành lập thị xã Tây Ninh và do chưa đủ điều kiện hoạt động nên sau đó giải thể.
Sau hiệp định Giơnevơ năm 1954, thành lập lại thị xã Tây Ninh trên địa bàn cũ, do Võ Văn Truyện làm Bí thư Đảng kiêm Chủ tịch Ủy ban hành chính. Thị xã chỉ giới hạn trong phạm vi xã Thái Hiệp Thạnh, quận Phú Khương và bao gồm phần thị tứ nhất của 3 xã: Thái Bình, Hiệp Ninh và Ninh Thạnh.
Sau năm 1975, thị xã Tây Ninh bao gồm 3 phường: phường 1, phường 2, phường 3.
Ngày 26 tháng 9 năm 1981, Hội đồng Bộ trưởng ban hành Quyết định số 93-HĐBT về việc thành lập xã Bình Minh.
Ngày 10 tháng 8 năm 2001, Chính phủ ban hành Nghị định số 46/2001/NĐ-CP. Theo đó:
- Sáp nhập 5 xã: Hiệp Ninh, Ninh Sơn, Ninh Thạnh, Tân Bình, Thạnh Tân và 139 ha diện tích tự nhiên với 7.815 nhân khẩu của xã Hiệp Tân thuộc huyện Hòa Thành vào thị xã Tây Ninh quản lý
- Thành lập Phường IV trên cơ sở 139 ha diện tích tự nhiên và 7.815 người của xã Hiệp Tân (phần điều chỉnh vào thị xã); 49 ha diện tích tự nhiên và 3.408 người của xã Hiệp Ninh
- Thành lập phường Hiệp Ninh trên cơ sở 331 ha diện tích tự nhiên và 17.728 người còn lại của xã Hiệp Ninh.

Thị xã Tây Ninh có 13.965 ha diện tích tự nhiên và 112.893 nhân khẩu, có 10 đơn vị hành chính trực thuộc, bao gồm 5 phường: 1, 2, 3, IV, Hiệp Ninh và 5 xã: Bình Minh, Tân Bình, Ninh Thạnh, Ninh Sơn, Thạnh Tân.
Ngày 12 tháng 12 năm 2012, Bộ Xây dựng ban hành Quyết định số 1112/QĐ-BXD về việc công nhận thị xã Tây Ninh là đô thị loại III.
Ngày 29 tháng 12 năm 2013, Chính phủ ban hành Nghị quyết số 135/NQ-CP. Theo đó: 
- Thành lập phường Ninh Sơn trên cơ sở toàn bộ 2.534,8 ha diện tích tự nhiên và 20.991 người của xã Ninh Sơn
- Thành lập phường Ninh Thạnh trên cơ sở toàn bộ 1.519,11 ha diện tích tự nhiên và 15.376 người của xã Ninh Thạnh
- Thành lập thành phố Tây Ninh trên cơ sở toàn bộ 14.000,81 ha diện tích tự nhiên và 153.537 người với 10 đơn vị hành chính cấp xã của thị xã Tây Ninh.

Thành phố Tây Ninh có 14.000,81 ha diện tích tự nhiên, 153.537 nhân khẩu, 10 đơn vị hành chính cấp xã, gồm 7 phường: 1, 2, 3, IV, Hiệp Ninh, Ninh Sơn, Ninh Thạnh và 3 xã: Bình Minh, Tân Bình, Thạnh Tân.
Ngày 14 tháng 3 năm 2025, Thủ tướng Chính phủ ban hành Quyết định số 605/QĐ-TTg về việc công nhận thành phố Tây Ninh là đô thị loại II trực thuộc tỉnh Tây Ninh.
Thành phố Tây Ninh có 7 phường và 3 xã như hiện nay.

## Kinh tế
Là tỉnh lỵ của tỉnh Tây Ninh, nằm trong vùng kinh tế trọng điểm phía nam, thúc đẩy sự phát triển kinh tế xã hội của tỉnh và vùng lân cận.
Giai đoạn từ năm 2009 đến năm 2011, giá trị sản xuất của thị xã Tây Ninh luôn ở mức cao, đạt bình quân 15,3%/năm, thu ngân sách năm 2011 là 297 tỷ đồng,trong đó khu vực thương mại, dịch vụ đạt bình quân 16,8%/năm; công nghiệp, xây dựng đạt 13,8%/năm, nông lâm, ngư nghiệp đạt 8,5%/năm. Theo báo cáo tình hình thực hiện kế hoạch phát triển kinh tế - xã hội năm 2017 và kế hoạch năm 2018 của UBND tỉnh Tây Ninh, tổng sản phẩm trong tỉnh (GRDP) (giá so sánh 2010) ước thực hiện 45.600 tỷ đồng, tăng 8% so với cùng kỳ. Trong đó: công nghiệp - xây dựng đóng góp 4,6 điểm %; dịch vụ 2,4 điểm %; nông - lâm - thủy sản 0,9 điểm %, riêng thuế sản phẩm trừ trợ cấp sản phẩm 0,1 điểm %.
Cụ thể, đối với sản xuất công nghiệp, giá trị sản xuất ước thực hiện 65.302 tỷ đồng, tăng 16,1% so với cùng kỳ. Đóng góp cho tăng trưởng chủ yếu ở các ngành công nghiệp thu hút nhiều dự án FDI có quy mô lớn và phương thức sản xuất, gia công xuất khẩu là chính như dệt may, sản phẩm từ cao su (vỏ ruột xe), sản xuất da và sản phẩm có liên quan.Về nông – lâm – thủy sản, giá trị sản xuất ước thực hiện 25.717 tỷ đồng, tăng 3,1% so với cùng kỳ. Tổng diện tích gieo trồng các cây hàng năm ước đạt 381.679 ha, tăng 0,7% so với kế hoạch, bằng 99,1% so với cùng kỳ.
Chăn nuôi vẫn tiếp tục chuyển dịch từ chăn nuôi nhỏ lẻ, không đảm bảo an toàn sinh học, hiệu quả thấp sang chăn nuôi quy mô trang trại, tập trung, đảm bảo an toàn sinh học. Giá trị ngành chăn nuôi ước đạt 3.541 tỷ đồng, chiếm 14,2% trong cơ cấu ngành nông nghiệp. Diện tích nuôi trồng ước đạt 785 ha, đạt 100% so với kế hoạch và bằng với cùng kỳ. Tổng sản lượng nuôi trồng đạt 14.763 tấn, sản lượng thủy sản khai thác đạt 3.600 tấn.
Đối với các ngành dịch vụ, giá trị sản xuất ước thực hiện 24.252 tỷ đồng, tăng 7,5% so với cùng kỳ. Trong đó, doanh thu du lịch đạt 770 tỷ đồng, bằng so với cùng kỳ; khách lưu trú tăng 11,2%, khách lữ hành tăng 3% so với cùng kỳ, khách tham quan tại các khu điểm du lịch 2,5 triệu lượt, đạt 100% so với kế hoạch, bằng so với  cùng kỳ.
Cũng trong năm nhờ tích cực cải thiện môi trường kinh doanh mà tình hình thu hút đầu tư nước ngoài của tỉnh đạt 966,46 triệu USD, tăng 30% so với cùng kỳ. Lũy kế, trên địa bàn tỉnh có 270 dự án đầu tư nước ngoài với tổng vốn đăng ký 5.088 triệu USD, đã có 207 dự án đã hoạt động với số vốn 3.523 triệu USD; 17 dự án đang xây dựng với số vốn 744 triệu USD; 34 dự án chưa triển khai với số vốn 787 triệu USD; 12 dự án dừng hoạt động với số vốn 34 triệu USD.
Về thu hút đầu tư trong nước, năm 2017, tỉnh đạt 3.363 tỷ đồng, giảm 39,2% so với cùng kỳ. Lũy kế, trên địa bàn Tỉnh có 448 dự án đầu tư còn hiệu lực với vốn đăng ký 45.553 tỷ đồng; trong đó có 264 dự án đi vào hoạt động với số vốn 24.883 tỷ đồng, 54 dự án đang triển khai xây dựng với số vốn 8.560 tỷ đồng, 124 dự án chưa xây dựng với số vốn 11.069 tỷ đồng, 06 dự án dừng hoạt động với tổng vốn đầu tư 1.041 tỷ đồng.
Theo định hướng phát triển đô thị Việt Nam đến năm 2025 và tầm nhìn đến năm 2050, thành phố Tây Ninh là đô thị quan trọng nằm trong vùng kinh tế trọng điểm phía Nam, một cực tăng trưởng chủ đạo trong hệ thống đô thị Việt Nam với Thành phố Hồ Chí Minh, là đô thị động lực chính. Đô thị này còn nằm trong vùng đối trọng phát triển kinh tế phía Bắc, định hướng đến năm 2025 sẽ nâng lên đô thị loại II.

## Xã hội

### Giáo dục
Năm học 2022-2023, hệ thống giáo dục đào tạo trên địa bàn thành phố:
- Có 19 trường mẫu giáo – mầm non như: Mầm non Thực Hành, Mầm non TTC Tây Ninh,...
- Có 18 trường Tiểu học như: Tiểu học Tôn Thất Tùng, Tiểu học Nguyễn Du, Tiểu học Nguyễn Thị Minh Khai, Tiểu học Nguyễn Thái Bình,...
- Có 11 trường THCS như: THCS Trần Hưng Đạo, THCS Võ Văn Kiệt,...
- Có 6 trường THPT: THPT DTNT tỉnh Tây Ninh, THPT Tây Ninh, THPT Nguyễn Bỉnh Khiêm, THPT Trần Đại Nghĩa, THPT Lê Quý Đôn, THPT Chuyên Hoàng Lê Kha.

Ngoài ra, còn có các trường: Trung cấp Y tế, Cao đẳng Sư phạm, Cao đẳng Nghề Tây 
Ninh, Thực nghiệm, GDTX thành phố và các trung tâm ngoại ngữ như: Việt Nhật, Thần Đồng, Thượng Đinh, Châu Úc Brainmax,...
Một số trường đứng top đầu về thành tích của tỉnh là:
- THPT Chuyên Hoàng Lê Kha
- THPT Tây Ninh
- THPT Lý Thường Kiệt
- THPT Nguyễn Trãi
- THPT Trần Đại Nghĩa
- THPT Nguyễn Chí Thanh.

### Y tế
Trên địa bàn thành phố có bệnh viện như: Đa khoa Tây Ninh, Điều dưỡng & Phục hồi chức năng, bệnh xá Công an tỉnh Tây Ninh, một số các trung tâm y tế tuyến phường, xã và phòng khám công lập.

## Dân số
Thành phố Tây Ninh có diện tích 139,92 km², tổng dân số tính đến cuối năm 2019 là 257.076 người.
Thành phố Tây Ninh có diện tích 139,92 km², dân số năm 2020 là 135.254 người, mật độ dân số đạt 967 người/km².
Thành phố Tây Ninh có diện tích 139,92 km², dân số quy đổi tính đến năm 2022 là 259.610 người, mật độ dân số đạt 1.855 người/km².
Thành phố Tây Ninh có diện tích 139,92 km², dân số quy đổi tính đến năm 2023 là 269.320 người (trong đó: dân số thường trú là 189.978 người, dân số tạm trú quy đổi là 79.342 người), mật độ dân số đạt 1.924 người/km².

## Văn hóa - du lịch
Một vài địa điểm du lịch hấp dẫn trên địa bàn thành phố Tây Ninh:
- Trung tâm thành phố Tây Ninh
- Núi Bà Đen
- Khu du lịch Núi Bà Đen
- Đền Quan lớn Trà Vong: xã Thạnh Tân
- Đình Thái Bình: khu phố 4, phường 1
- Đình Hiệp Ninh: Khu phố 4, phường 2
- Miếu Quan Đế (chùa Ông): khu phố 4, phường 2
- Đền Trần Hưng Đạo: Khu phố 3, phường 3
- Miếu Thiên hậu thánh mẫu: Đường Trần Hưng Đạo, khu phố 3, phường 2
- Giếng Mạch: Đường 30/4, khu phố 4, phường 3
- Khu du lịch Long Điền Sơn: Khu phố Ninh Thành, phường Ninh Sơn
- Thung lũng Ma Thiên Lãnh (tiếp giáp giữa ba ngọn núi là núi Bà Đen, núi Phụng và núi Heo): xã Thạnh Tân.

### Các món ăn nổi tiếng
Do có khí hậu nắng ấm quanh năm cùng với những sản vật phong phú từ thiên nhiên đã giúp Tây Ninh sản sinh ra những món ăn ngon mang đậm hương vị đất trời và nắng Tây Ninh. Một số món ăn nổi tiếng ở Tây Ninh bao gồm: Bánh canh Trảng Bàng, muối tôm Tây Ninh, bò tơ Tây Ninh, bánh tráng phơi sương, củ mì, ....

## Giao thông
Thành phố Tây Ninh có Quốc lộ 22B và các tuyến đường tỉnh: 781, 784, 785, 793, 798,... nối thành phố Tây Ninh với các vùng lân cận. Thành phố Tây Ninh sở hữu nhiều rạch từ con sông Vàm Cỏ Đông nên đường thủy khá thông dụng trong các dịp lễ để vận chuyển hàng hóa khi nhu cầu đường bộ không đáp ứng đủ.

### Tên đường của Tây Ninh trước 1975
- Đường Gia Long, Võ Duy Dương và Phan Thanh Giản nay là đường Cách Mạng Tháng 8
- Đường Huyện Vĩnh nay là đường Trần Quốc Toản
- Đường Trưng Nữ Vương nay là đường 30 tháng 4
- Đường Lãnh Binh Định nay là đường Trương Định
- Đường Yết Ma Lượng nay là đường Nguyễn Văn Cừ
- Đường Tự Đức nay là đường Nguyễn Thị Minh Khai
- Đường Nguyễn Trãi nay là đường Lê Văn Tám
- Đường Võ Tánh nay là đường Lê Lợi
- Đường Hồ Huân Nghiệp và công trường Duy Tân nay là đường Nguyễn Đình Chiểu
- Đường Trương Huệ nay là đường Võ Văn Truyện
- Đường Huỳnh Văn Lai nay là đường Ngô Gia Tự
- Đường Nguyễn Văn Buôn nay là đường Yết Kiêu.

### Dự án giao thông quan trọng
- Đường cao tốc Gò Dầu – Xa Mát.

## Danh nhân
Danh sách người nổi tiếng quê gốc Tây Ninh:
- Nguyễn Văn Nên: Bí thư Thành uỷ Thành phố Hồ Chí Minh
- Trần Lưu Quang: Phó Thủ tướng Việt Nam 2022 – nay
- Lê Tiến Châu: Bí thư Thành uỷ Hải Phòng 2020 – nay
- Châu Thanh: Nghệ sĩ Cải lương
- Cẩm Tiên: Nghệ sĩ Cải lương
- Nguyễn Thị Ngọc Châu: Hoa hậu hoàn vũ Việt Nam 2022
- Võ Điền Gia Huy: Diễn viên.